# Puerta de la Limosna (catedral de Valencia)

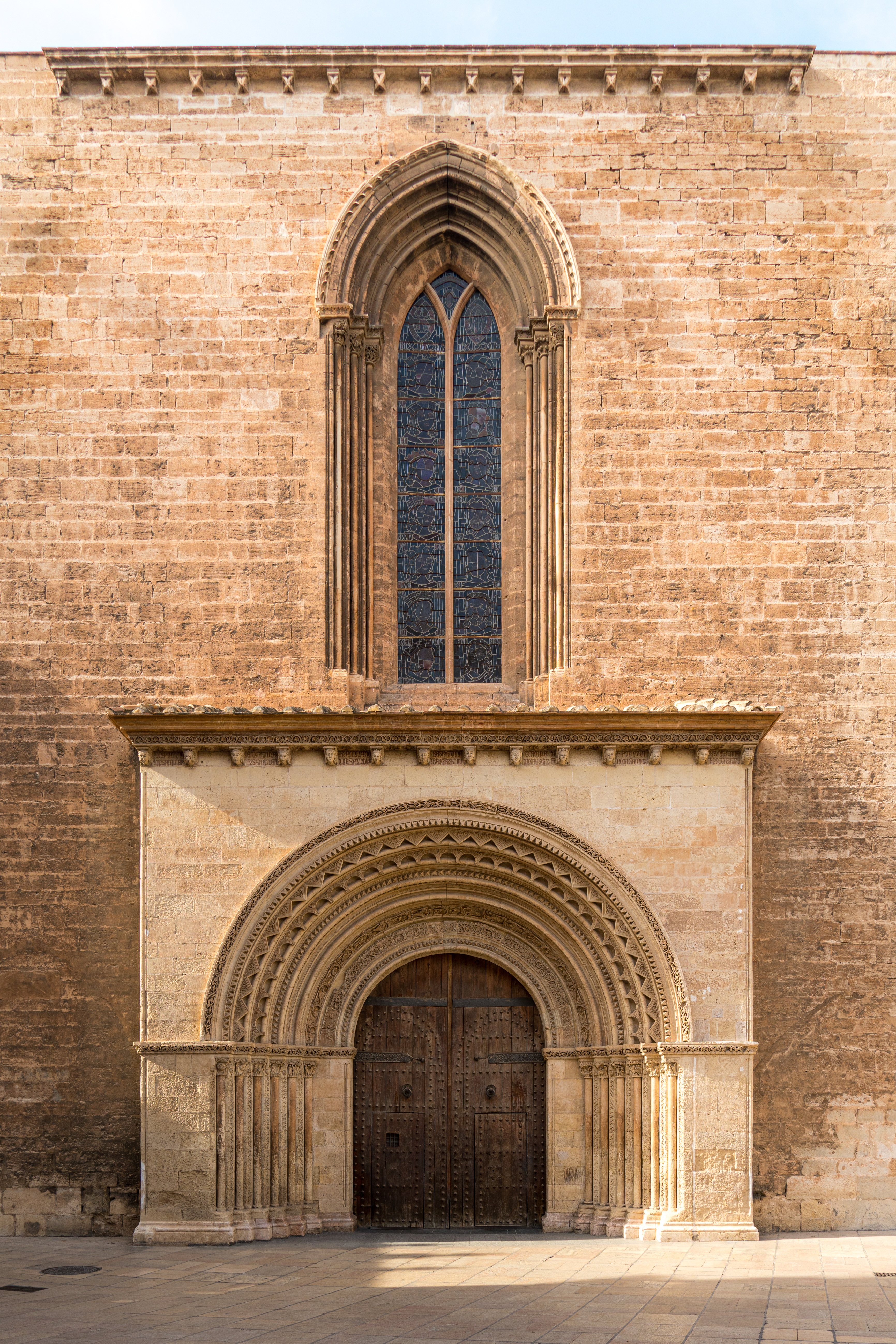
Puerta de la Limosna, catedral de Valencia.

La puerta de la Limosna o Porta de l'Almoina en valenciano, llamada así por ser vecina a la ya desaparecida casa de la Limosna, donde se daba socorro a los necesitados, es la portada suroriental de la catedral de Valencia y la más antigua. También es conocida como puerta del Palacio por su vecinaje con el palau o palacio arzobispal. De estilo románico, constituye un elemento claramente diferenciado del resto de la catedral, que es principalmente gótico. Algunos autores la consideran de 1262-1270, obra de Arnau Vidal, pero por su estilo primitivo otros la remontan al 1240, inmediatamente después de la conquista del Reino de Valencia de 1238. El hecho de que esté encarada al este, mirando hacia la Meca, sugiere que allí mismo se encontraba el mihrab de la antigua mezquita.

## Denominación
El nombre de portada del Palacio se debe al palacio arzobispal situado al otro lado de la calle, un edificio muy reconstruido pero que conserva un pasadizo de unión con la catedral, levantado en el siglo XVIII. Este pasadizo, que seguramente reemplazó a otro más antiguo, tiene un aire italiano por su clásico dibujo y por el uso de ladrillo enfoscado como material de construcción. Su composición es muy parecida a la del trascoro de la catedral, construido por las mismas fechas y destruido tras la Guerra Civil.

## Construcción
Su carácter románico, único en la ciudad de Valencia, ha llevado a proponer que pudo ser una portada añadida primeramente a la mezquita, y trasladada luego a la catedral. No obstante, su comparación con obras contemporáneas, como la puerta de los Ahijados en la catedral de Lérida, o la de la iglesia de Agramunt, sugiere que la del Palacio en Valencia pudo concebirse expresamente para el lugar donde todavía permanece.
Su estilo románico con influencia mudéjar es de tipo leridano. De hecho, por su similitud a la puerta dels Fillols de la catedral de Lérida, hecha hacia el 1220, algunos ven la mano de algún maestro leridano en su construcción. 

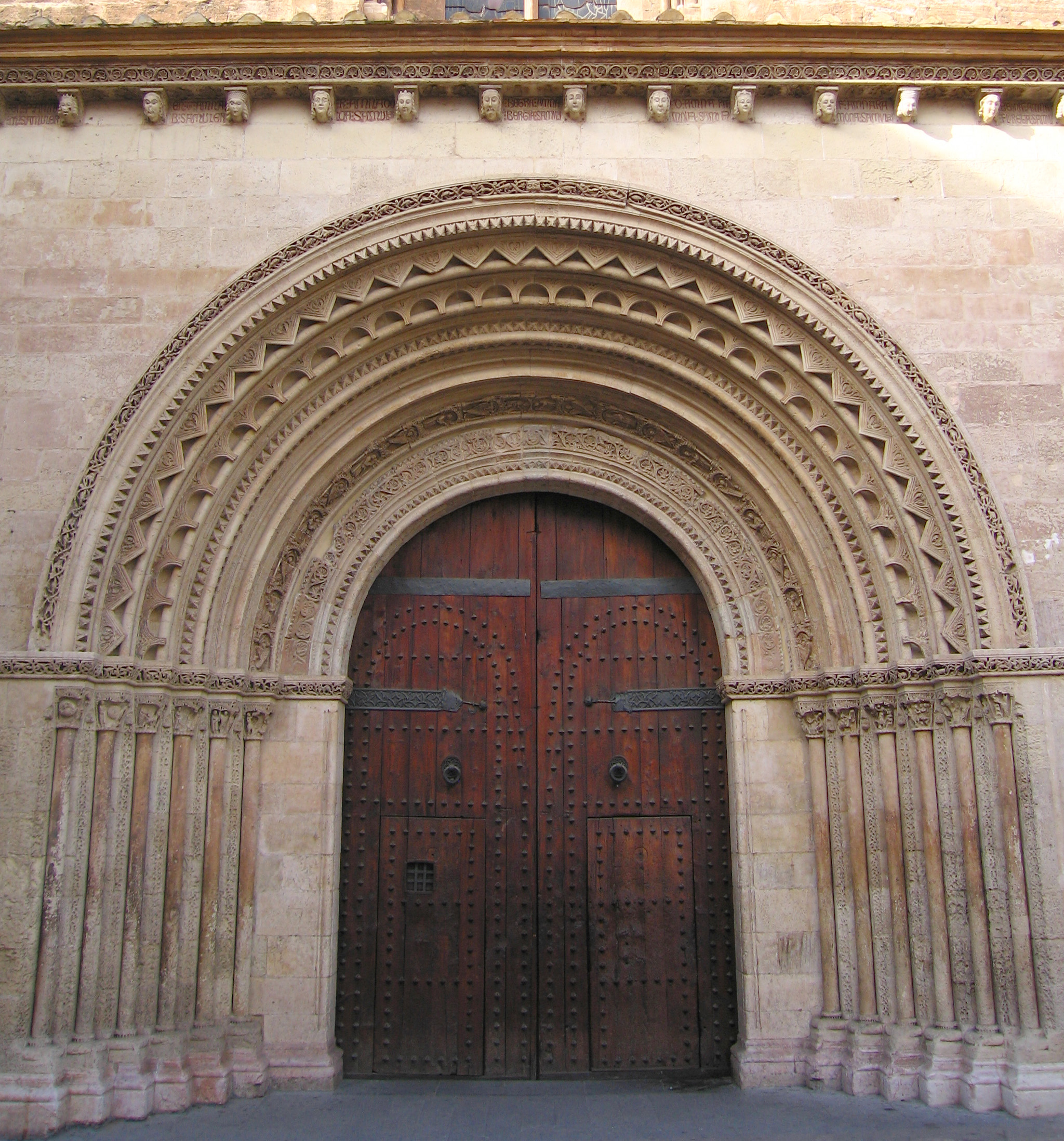
Puerta de la Limosna en Valencia
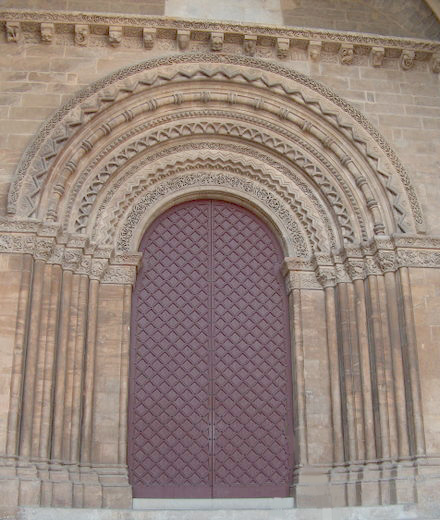
Puerta de los Ahijados en Lérida

La puerta de la Limosna, que forma un cuerpo saliente con respecto al muro de la catedral, forma un arco abocinado con seis arquivoltas de medio punto concéntricas y en degradación (de más a menos grande), que se apoyan sobre finas columnas con capiteles, magníficamente decorados con escenas del Génesis en la parte izquierda, y del Éxodo en la derecha.

## Decoración

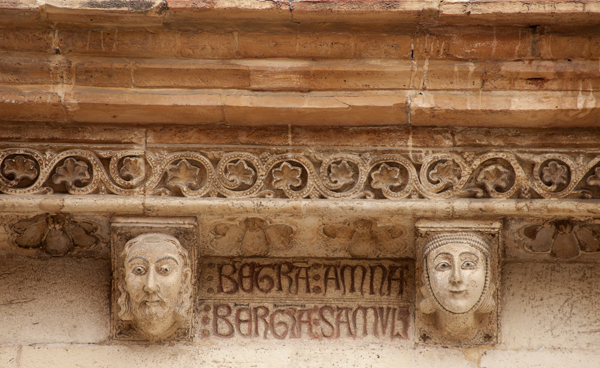
Detalle con inscripción que dice: Bertra(n) am(b) Na Ber(en)g(ue)la sa mull(er)"

La decoración de las arquivoltas consiste en motivos vegetales y geométricos, con molduración variada: puntas de diamante, figuras de serafines, festones lobulados y delicados follajes, santos en pequeñas hornacinas y molduras en zigzag. En la primera arquivolta, la decoración consiste en temas vegetales que van dibujando círculos alrededor de hojas de parra. En sus arranques, estos relieves no están acabados, por lo que son un testimonio de las técnicas que tenía para labrar la piedra un tallista del siglo XIII. En la línea de impostas hay una cenefa con repertorio de animales fantásticos. 
Rematando el conjunto y en la parte superior sostienen el voladizo catorce canecillos con las cabezas de siete matrimonios con sus respectivos nombres grabados. Por debajo de estas cabezas, que aún conservan restos de policromía, figuran en una inscripción los nombres de las parejas: 

En Pere am [b] Na Maria, sa muller;
En Guillem am [b] Na Berenguera, sa muller;
En Ramon am (b) Na Dolça, sa muller; 
En Francesc am [b] Na Ramona, sa muller; 
En Bernat am [b] Na Floreta, sa muller; 
En Bertran am [b] Na Berenguera, sa muller; 
En Doménec am [b] Na Ramona, sa muller.
Don Pedro con Doña Maria, su mujer; 
Don Guillermo con Doña Berenguera, su mujer; 
Don Ramón con Doña Dolça, su mujer; 
Don Francisco con Doña Ramona, su mujer; 
Don Bernardo con Doña Floreta, su mujer; 
Don Bertrán con Doña Berenguera, su mujer; 
Don Doménec con Doña Ramona, su mujer.
Inscripciones originales en la puerta (en valenciano) con su traducción al castellano

Según la tradición, estas parejas de cabezas representarían a los repobladores fundacionales de la nueva ciudad cristiana, que vinieron a Valencia acompañados de trescientas doncellas leridanas con el fin de casarlas con los soldados que habían luchado en el lado de Jaime I.
Sin embargo, lo más razonable a juicio de Miguel Sobrino es que pudiera tratarse de un homenaje a hombres y mujeres que contribuyeron a la financiación necesaria para comenzar la construcción del templo (el hecho de que estén representados tanto hombres como mujeres revela que la consideración de la mujer dentro de la sociedad medieval es superior a la que popularmente se suele creer). 

## Restauración
Sobre la puerta se puede observar un ventanal gótico y otro a su derecha, que habían estado ocultos hasta la última restauración de la catedral. La restauración moderna modificó ciertos aspectos de la fachada donde va inserta la portada del Palacio. Dicha restauración quitó las rejas de la sacristía-tesoro, y tras eliminar el tejado, debajo del cual había un sobrado que se utilizaba como desván, con un balconcillo a través del que se subían y bajaban las cosas allí almacenadas, se inventó como remate una cornisa neomedieval.

## Interior

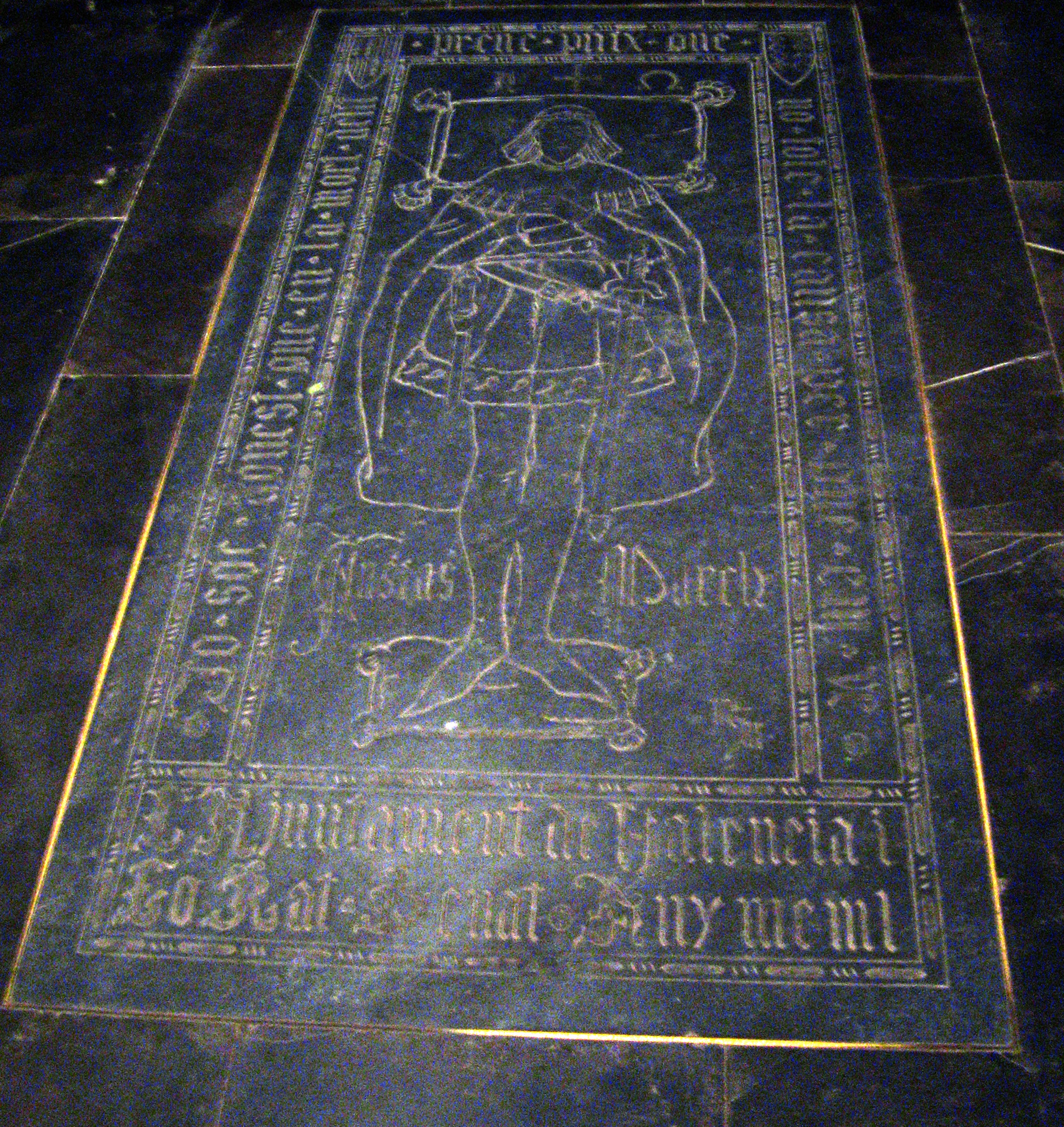
Tumba de Ausiàs March.

Nada más entrar en la catedral por la puerta de la Limosna, a mano izquierda, está la tumba del ilustre Ausiàs March. Se trata de una lápida colocada en 1950 por la asociación lo Rat Penat y el Ayuntamiento de Valencia en reconocimiento de este poeta que está enterrado en algún lugar de la catedral (no se sabe con certeza donde) con una inscripción de uno de sus poemas, que dice: Yo soc aquest qui en la mort delit prenc, puix que no tolc la causa perquè em ve (Yo soy este quien disfruto de la muerte, porque no rehúyo la causa por la que me viene).